# Torneo di Wimbledon 2024 - Quad singolare
Il quad singolare del torneo di tennis professionistico Torneo di Wimbledon 2024, facente parte della categoria Grande Slam nell'ambito dell'ITF Wheelchair Tennis Tour, si è disputato all'All England Lawn Tennis and Croquet Club di Wimbledon, Londra, Inghilterra, dal 9 al 14 luglio 2024.
Niels Vink era il campione in carica, e si è riconfermato sconfiggendo Sam Schröder in finale con il punteggio di 7–6(4), 6–4.

## Teste di serie
1. Sam Schröder (finale)

1. Niels Vink (Campione)

## Tabellone

### Legenda
| - Q = Qualificato - WC = Wild card - LL = Lucky loser | - ALT = Alternate - SE = Special Exempt - PR = Protected Ranking | - w/o = Walkover - r = Ritirato - d = Squalificato |

|  | Quarti di finale | Quarti di finale | Quarti di finale | Quarti di finale | Quarti di finale |  |  | Semifinali | Semifinali     | Semifinali     | Semifinali | Semifinali |   |   | Finale | Finale       | Finale       | Finale | Finale |  |
|  |                  |                  |                  |                  |                  |  |  |            |                |                |            |            |   |   |        |              |              |        |        |  |
|  | 1                | Sam Schröder     | Sam Schröder     | 6                | 6                |  |  |            |                |                |            |            |   |   |        |              |              |        |        |  |
|  |                  | Ahmet Kaplan     | Ahmet Kaplan     | 3                | 2                |  |  | 1          | Sam Schröder   | Sam Schröder   | 6          | 6          |   |   |        |              |              |        |        |  |
|  |                  | David Wagner     | David Wagner     | 2                | 4                |  |  |            | Andy Lapthorne | Andy Lapthorne | 1          | 0          |   |   |        |              |              |        |        |  |
|  |                  | Andy Lapthorne   | Andy Lapthorne   | 6                | 6                |  |  |            |                |                |            |            |   |   | 1      | Sam Schröder | Sam Schröder | 64     | 4      |  |
|  |                  | Guy Sasson       | Guy Sasson       | 6                | 6                |  |  |            |                | 2              | Niels Vink | Niels Vink | 6 | 7 |        |              |              |        |        |  |
|  |                  | Donald Ramphadi  | Donald Ramphadi  | 0                | 1                |  |  |            | Guy Sasson     | Guy Sasson     | 5          | 5          |   |   |        |              |              |        |        |  |
|  |                  | Heath Davidson   | Heath Davidson   | 3                | 3                |  |  | 2          | Niels Vink     | Niels Vink     | 7          | 7          |   |   |        |              |              |        |        |  |
|  | 2                | Niels Vink       | Niels Vink       | 6                | 6                |  |  |            |                |                |            |            |   |   |        |              |              |        |        |  |